# Diplo
Thomas Wesley Pentz (født 10. november 1978) bedre kendt ved hans kunstnernavn Diplo, er en DJ, musikproducer og sangskriver, med base i Los Angeles, USA. Diplo blev født i Tupelo, Mississippi, USA men tilbragte størstedelen af sin ungdom i Miami, hvor han fik smag for den karakteristiske Miami bass. Efter en omvej over Japan kom han til Philadelphia, hvor han fandt sammen med dj'en Low Budget i gruppen Hollertronix, der nåede at udsende to roste albums på selskabet Big Dada.
Derefter fulgte soloalbummet 'Florida', før Diplos kommercielle gennembrud kom, da han agerede både dj og producer for det britisk/tamilske stjernefrø M.I.A. omkring hendes album 'Arular' fra 2005. Derudover har Diplo bl.a. produceret og remixet for Kano, Gwen Stefani, Dj Shadow samt imponeret verden over som klub-dj, hvor hovedvægten er lagt på electro, Miami Bass og brasiliansk baile funk. Diplo har arbejdet sammen med den danske sangerinde MØ. De lavede sammen med den danske producer Ronni Vindahl sangen "XXX 88".